# Hyophorbe verschaffeltii
Hyophorbe verschaffeltii – gatunek drzewa z rodziny arekowatych, pierwotnie występujący na Maskarenach. Strefy mrozoodporności: 10-11. Odporna na suszę i zasolenie. Obecnie gatunek zagrożony wyginięciem na stanowiskach naturalnych.

## Morfologia

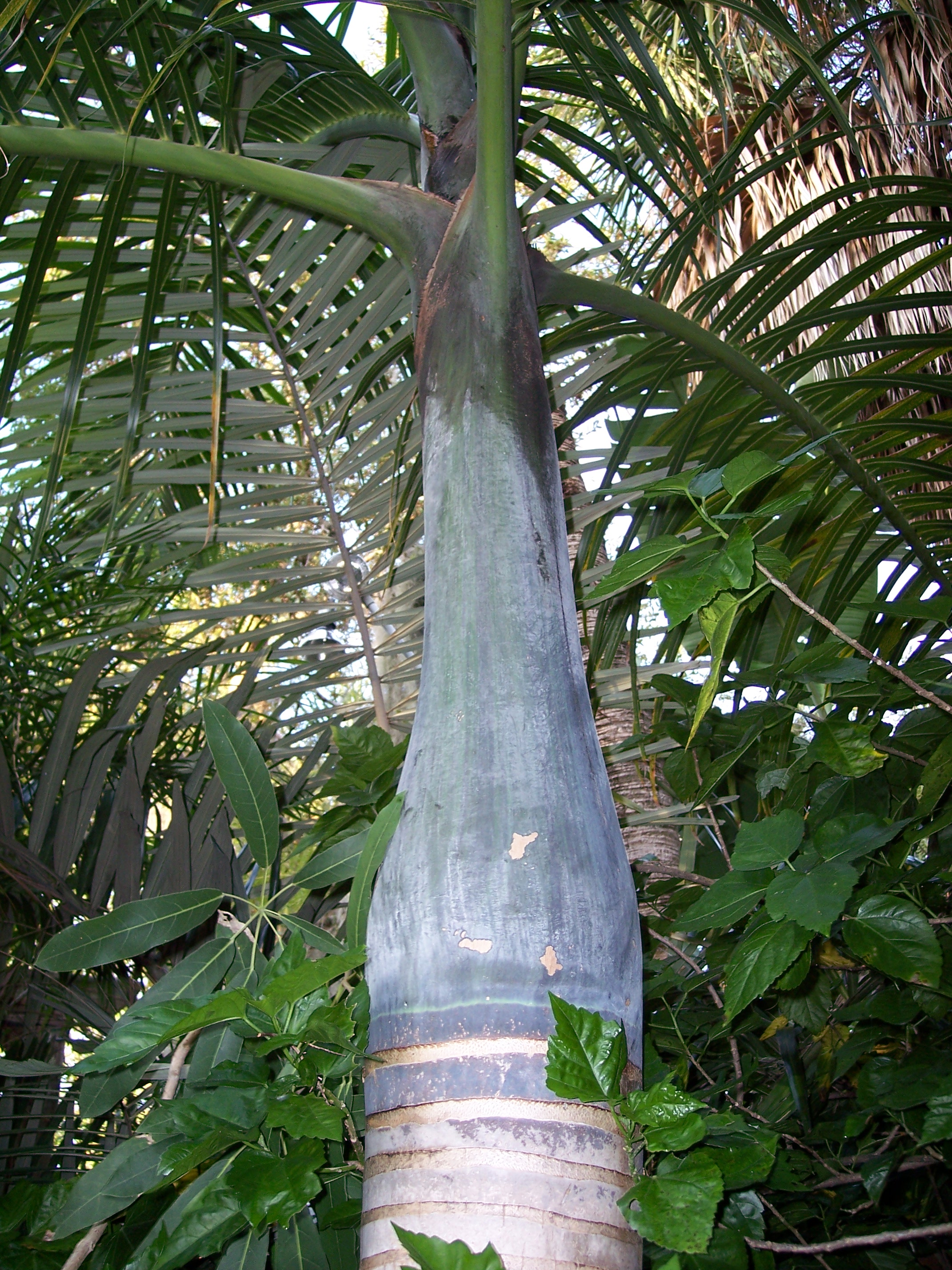
Zgrubienie kłodziny

PokrójPowoli rosnąca palma, osiągająca wysokość do 11 m. Kłodzina nabrzmiała u podstawy części koronowej, szaro woskowana, w wieku dojrzałym w kształcie wrzecionowatym.
LiściePierzaste, wzniesione, woskowane, szaroniebieskie, od spodu wpadające w fioletowy.
KwiatyMałe, kremowożółtawe, zebrane w kwiatostany pod częścią wierzchołkową kłodziny. Kwiaty męskie i żeńskie tworzą wspólny kwiatostan

## Zastosowanie
- Uprawiana w tropikach jako oryginalna, ogrodowa roślina ozdobna.